# Alternaria vitis
Alternaria vitis är en svampart som beskrevs av Cavara 1888. Alternaria vitis ingår i släktet Alternaria och familjen Pleosporaceae.   Inga underarter finns listade i Catalogue of Life.